# Kumaras
Os Kumaras (em sânscrito: ku, com dificuldade; mara, mortal) são, segundo a Teosofia, os seres que deram ao Homem a sua Alma Imortal, a consciência divina. A palavra significa literalmente "menino ou adolescente que não passou dos quinze anos", e, em sentido figurado, quer dizer puro ou inocente. 
Eles são seres espirituais que foram destinados a passar pela experiência da matéria, tornando-se mortais, materiais, o que deu origem à lenda Cristã dos Anjos Rebeldes ou Caídos. Contudo, seu líder, Sanaka, é o protótipo de São Miguel e dos demais arcanjos, e interpretações esotéricas da lenda dizem que sua "revolta" constitui-se na simples recusa de procriar, como ascetas virgens que eram, escolhendo favorecer a humanidade a partir dos planos invisíveis e deixando a geração das formas materiais para entidades menos evoluídas. Eles são uma classe de arupa ou Pitris solares.